# ماركوس ميراندا
ماركوس ميراندا (6 مارس 1992 بإيتابونا في البرازيل - ) هو لاعب كرة قدم برازيلي في مركز حراسة المرمى. لعب مع كييفو فيرونا ونادي برو فيرتشيلي وسورينتو كالتشيو ‏ ونادي إسترا 1961.

## وصلات خارجية
- ماركوس ميراندا على موقع Soccerway.com (الإنجليزية)
- ماركوس ميراندا على موقع AS.com (الإسبانية)